# Grua Station
Grua Station (Grua stasjon) er en jernbanestation på Gjøvikbanen, der ligger i Grua i Oppland fylke i Norge. Stationen, der ligger 53,4 km fra Oslo S, består af to spor med to perroner og en stationsbygning i træ opført efter tegninger af Paul Armin Due. Der findes en række turløjper fra stationen, både præparerede skiløjper til om vinteren og til resten af året. Desuden ligger Hadeland Bergverksmuseum i nærheden af stationen.
Stationen blev oprettet som holdeplads 1. september 1901, et år før Gjøvikbanen stod færdig i sin fulde længde. 1. juli 1910 fik den status af station med ekspedition af tog, rejsende og gods. Stationen blev fjernstyret 29. september 1972 og gjort ubemandet 1. oktober samme år. Perronen for spor 2 blev opgraderet i 2010.